# Божі воїни (роман)
Божі воїни (пол. Boży bojownicy)  — роман польського письменника Анджея Сапковського у жанрі історичного фентезі, що був вперше вийшов 2004 року у польському видавництві SuperNOWA. Є другою частиною трилогії Гуситської.
Український переклад вперше вийшов 2006 року у київському видавництві Зелений пес/Гамазин.

## Анотація до книги

### Україна
Нова трилогія цього модного нині автора переносить читача до Чехії часів гуситських воєн. Пригоди Рейневана з Беляви, лікаря, чарівника, палкого коханця та хороброго вояка, почалися у першому романі «Вежа блазнів».

«Божі воїни» — друга книга трилогії про Рейневана, продовження роману «Вежа блазнів».

Спекотного літа 1427 запах крові стояв у Празі. Папська булла перетворилася на вогонь та меч для гуситів, які, назвавши себе божими воїнами, стали на криваву стежку війни. Релігійна війна в центрі Європи залишає по собі згарища й купи трупів. І звісно, не обминає Рейневана, сміливого воїна, але безталанного коханця. Майстер потрапляти в халепи та скрутні ситуації, Рейневан все-таки виходить сухим з води — волею провидіння та завдяки допомозі товаришів. Разом із Божими воїнами він веде боротьбу за істинну віру, мститься за кривди та несправедливість. І нарешті знаходить справжнє кохання…

## Переклад українською
- Анджей Сапковський. Божі воїни (Boży bojownicy). (Книга 2). Переклад з пол.: Андрій Поритко. Київ: Зелений Пес, 2006. - 640 с.  ISBN 966-365-101-6 (Книжкова серія "Іноземний легіон"). З трилогії "Сага про Рейневана"
- Анджей Сапковський. Божі воїни (Boży bojownicy). (Книга 2). Переклад з пол.: Андрій Поритко. — Харків: Книжковий клуб «Клуб сімейного дозвілля», 2019. — 688 с. ISBN 978-617-12-5604-0